# La Immaculada Concepció (Capilla Oballe)
La Immaculada Concepció és una obra d'El Greco, datada entre 1608 i 1613 durant el seu darrer període toledà. S'exhibeix al Museu de Santa Cruz de Toledo. Aquesta obra va ser un encàrrec per a la capella d'Isabel de Oballe, a la ciutat de Toledo junt a l'obra de la Visitació.

## Temàtica de l'obra
La Immaculada Concepció no està narrada explícitament als Evangelis, tot i que alguns exegetes la veuen reflectida a: ［Lc 1:26-38］Malgrat que no va ésser decretada com a dogma de l'Església Catòlica fins a l'any 1854, les al·lusions a la Immaculada Concepció són molt antigues, i les seves commemoracions es van anar succeint intermitentment en els països catòlics, amb la corresponent repercussió en la iconografia cristiana.
La temática de la Immaculada Concepció és molt poc abundant en el corpus pictòric d'El Greco. Aquest llenç ha estat sovint confós amb una Assumpció de Maria. Però en el llenç no hi són representat els Apòstols que van estar presents durant l'Assumpció, i, a més, la inclusió en la pintura dels atributs propis de les Lletanies de la Mare de Déu no deixa lloc a dubtes que es tracta d'una Immaculada Concepció.

## Anàlisi de l'obra
Oli sobre llenç; 348 x 174 cm.; 1608-13 ; Museu de Santa Cruz; Toledo.
Signat amb lletres de color marró fosc a la part inferior dreta, sota el mirall: δομήνικος Θεοτοκóπουλος εποíει (doménikos theotokópoulos e`poíei)

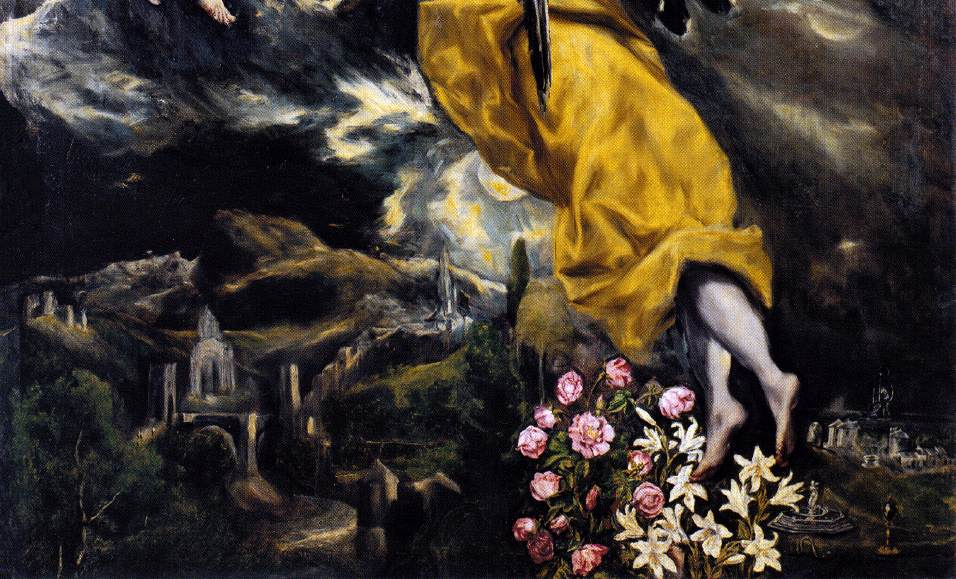
Paisatge de la part inferior, amb imatges simbóliques de les Lletanies de la Verge.

La Immaculada Concepció era una de les imatges predilectes de l'art de la Contrareforma. Aquest llenç és el més líric dels anys finals d'El Greco. Maria sembla empesa vers el Cel per un àngel que apareix als seus peus, amb les ales desplegades. La llum i el color tenen un caire sobrenatural, amb una intensitat i una vibració extraordinàries, que creen uns éssers incandescents que reben i alhora reflecteixen la Llum Divina, potser seguint les teories del Pseudo-Dionís l'Areopagita.
Partint de les flors, els peus de l'àngel porten a una espiral que avança i recula suaument, formant una línia serpentinata que acaba en el rostre de la Verge. Els contorns sembla que flamejin i les proporcions es distorsionen, amb uns canvis d'escala que només s'expliquen perquè les figures estan fora de l'espai real, de manera que llurs troncs es tornen petits i llurs cames tenen una mida irreal. A l'arribar al rostre de la Verge, sembla que s'hagi assolit un punt d'equilibri, i el ritme ascendent cedeix. Al voltant del seu rostre hi ha un semicercle format pels caps i els braços d'un cor angèlic, amb alguns instruments musicals. Centrant-lo, el colom de l'Esperit Sant, -d'un blanc enlluernador- desplega les seves ales, envoltat de querubíns, que tanquen la composició.
El paisatge mostra uns turons verds i les muralles de Toledo, que descendeixen en un paratge de formes semi-abstractes, arribant al pont d'Alcántara, que creua el riu Tajo. A la part baixa, a la dreta, una barca amb les veles desplegades transcorre per un port blanquinós. L'element més concret són les roses i els lliris, pintats amb unes textures i colors exquisits. En el centre i a sota, El Greco representa una lluna glacial i brillants esquitxos de to groguenc blanquinós sobre un fons blau. Els lliris, les roses, el mirall, la lluna, el pou i la font són símbols de la Immaculada Concepció.

## Procedència
Al següent enllaç hom trobarà complida informació sobre el retaule que allotja aquest llenç, així com sobre la Capella Oballe, on s'ubicava aquest retaule:
- Retaule de la Immaculada Concepció (Capilla Oballe)